# Nurscia
Nurscia là một chi nhện trong họ Titanoecidae.

## Các loài
- Nurscia albofasciata (Strand, 1907) — Russia, China, Korea, Taiwan, Japan
- Nurscia albomaculata (Lucas, 1846) — Europe to Central Asia
- Nurscia albosignata Simon, 1874 — Bulgaria, Cyprus to Central Asia
- Nurscia sequerai (Simon, 1892) — Portugal to France